# Tots els homes del president
Tots els homes del president (títol original en anglès All the President's Men) és una pel·lícula dirigida per Alan J. Pakula el 1976, adaptació del llibre homònim de Bob Woodward i Carl Bernstein, els dos periodistes que van investigar sobre l'escàndol de Watergate a compte del Washington Post. Robert Redford i Dustin Hoffman interpreten respectivament Woodward i Bernstein. Tots els homes del president és una pel·lícula produïda per Walter Coblenz i dirigida per Alan J. Pakula.

## Argument
La història verdadera de la investigació portada per Carl Bernstein i Bob Woodward, dos reporters del Washington Post, que van revelar l'escàndol del Watergate i va dur a la dimissió del president Richard Nixon.
Relaciona els esdeveniments que hi ha darrere les històries que el duo va escriure pel Washington Post, citant algunes fonts que s'havien negat prèviament a ser identificades pels seus articles inicials, sobretot Hugh Sloan. També explica detalladament les reunions secretes de Woodward amb la seva font 'Gola Profunda' la identitat del qual va ser mantinguda en secret durant més de 30 anys.

## Repartiment
- Dustin Hoffman: Carl Bernstein
- Robert Redford: Bob Woodward
- Jack Warden: Harry M. Rosenfeld
- Martin Balsam: Howard Simons
- Hal Holbrook: Gola profunda
- Jason Robards: Ben Bradlee
- Jane Alexander: Juddy Hoback
- F. Murray Abraham: el sergent Paul Leeper
- Ned Beatty: Martin Dardis
- Stephen Collins: Hugh Sloan
- Penny Fuller: Sally Aiken
- Robert Walden: Donald Segretti

## Premis i nominacions

### Premis
Tots els homes del president va aconseguir quatre Oscars el 1976:
- Oscar al millor actor secundari: Jason Robards
- Oscar a la millor direcció artística: George Jenkins i George Gaine
- Oscar al millor guió adaptat: William Goldman
- Oscar al millor so: Arthur Piantadosi, Les Fresholtz, Rick Alexander i James E. Webb.

### Nominacions
- Oscar a la millor pel·lícula
- Oscar a la millor actriu secundària: Jane Alexander
- Oscar al millor director: Alan J. Pakula
- Oscar al millor muntatge: Robert L. Wolfe

## Al voltant de la pel·lícula
- El rodatge va tenir lloc a Los Angeles i a Washington de juny a novembre de 1975. Els costos de producció van ser d'aproximadament 8.500.000 de dòlars.
- En el transcurs d'una conferència de premsa el 2005, Robert Redford va declarar que el rodatge no es va poder fer a la sala de premsa del Washington Post perquè alguns dels empleats eren incapaços d'estar naturals davant la càmera. La sala es va recrear en un estudi de Burbank a Los Angeles, que va costar 4,5 milions de dòlars.
- El propietari del Post, Katharine Graham, en principi reticent a la realització d'aquesta pel·lícula, va canviar després d'idea i va enviar una carta de lloança a Robert Redford, actor i coproductor.
- Va ser la primera pel·lícula que Jimmy Carter va veure durant el seu mandat presidencial.
- Frank Wills, el guardià de seguretat que va descobrir el pany forçat a l'Hotel Watergate, té el seu propi paper a la pel·lícula.
- El número de telèfon de la Casa Blanca que Redford marca al telèfon és el de la Casa Blanca: 456-1414.
- A la pel·lícula, quan Kenneth Dahlberg declara a Bob Woodward per telèfon que la dona del seu veí acabava de ser segrestada, no mentia. El 27 de juliol de 1972, Virgínia Piper, dona d'un important home de negocis de Minnesota, havia estat segrestada al seu domicili de Minneapolis. Va ser alliberada dos dies més tard després de pagar un rescat d'un milió de dòlars.
- Durant el rodatge a Washington, Robert Redford va llogar una habitació a l'Hotel Watergate.
- El 31 de maig de 2005, Mark Felt va reconèixer públicament i per primera vegada que era Deep Throat  (Gola profunda ), el confident de Bob Woodward. Quan el Watergate va esclatar, era director adjunt a l'FBI.
- El títol original de la pel·lícula, All the President's Men, és una al·lusió a un vers d'una cèlebre cançó infantil anglesa: "All the king's horses and all the king's men..." ("Tots els cavalls del rei i tots els homes del rei...").